# Janusz Nasiński
Janusz Nasiński (ur. 6 września 1935 w Chorzowie, zm. 19 listopada 2018) – polski działacz sportowy. 

## Życiorys
Mieszkał w Chorzowie do czasu napisania egzaminu dojrzałości. Absolwent Akademii Górniczo-Hutniczej w Krakowie. 
Po studiach przyjechał do Gorzowa Wielkopolskiego w 1957 roku i zatrudnił się w Zakładach Mechanicznych „Gorzów”. Następnie został dyrektorem oddziału tychże zakładów w Sulęcinie oraz zastępcą dyrektora ds. osobowych Zakładów Mechanicznych „Gorzów”.
Do gorzowskiej Stali przyszedł w 1961 roku. Początkowo był kierownikiem sekcji bokserskiej, następnie wiceprezesem i 2-krotnie – w latach 1979–1986 i 1988–1992, prezesem gorzowskiego klubu. 
Został pochowany 23 listopada 2018 roku na Cmentarzu Komunalnym w Gorzowie Wielkopolskim, przy ul. Żwirowej 5.